# Wiesław Komasa
Wiesław Augustyn Komasa (ur. 15 stycznia 1949 w Nowym Wiśniczu) – polski aktor teatralny, filmowy, telewizyjny i dubbingowy, także reżyser teatralny, lektor i recytator. Absolwent PWST w Krakowie (1971). Od 1988 pedagog warszawskiej PWST.

## Kariera aktorska

### Teatr
W latach 1971–1973 był aktorem Teatru im. Wojciecha Bogusławskiego w Kaliszu, w którym debiutował 9 października 1971 rolą Albina w komedii Śluby panieńskie Aleksandra Fredry. Następnie występował w Poznaniu, w latach 1973-1988 w Teatrze Nowym, a 1988–1991 – w Zespole Janusza Wiśniewskiego. W latach 2003–2004 był aktorem warszawskiego Teatru Polskiego. Występował też gościnnie na wielu scenach całej Polski.
Jako reżyser współpracował z wieloma teatrami w Polsce i za granicą.

### Film
Na dużym ekranie zadebiutował w 1975 rolą księdza Dobiegniewa w filmie historycznym Kazimierz Wielki. Wystąpił również w Thais, Odjeździe i Nocnych ptakach, a także zagrał niewielką rolę w filmie Stevena Spielberga Lista Schindlera.
Szerszej publiczności dał się poznać rolą Tomasza Oleszuka, człowieka stopniowo zapadającego na chorobę psychiczną w serialu telewizyjnym Egzamin z życia.

## Życie prywatne
Jego żoną jest Gina, solistka zespołu Spirituals and Gospel Singers. Mają czworo dzieci: Jana, bliźnięta Szymona i Marię oraz Zofię.

## Spektakle teatralne

### Role
Teatr im. Wojciecha Bogusławskiego w Kaliszu
- 1971: Śluby panieńskie jako Albin (reż. Maciej Prus)
- 1972: Trucizna, miłość, śpiew jako Florindo (reż. Henryk Baranowski)
- 1973: Kolędnicy jako Archanioł; Pasterz (reż. Jan Skotnicki)
- 1973: Między ustami a brzegiem pucharu jako Jan Chrząstkowski (reż. Izabella Cywińska)
- 1973: Białe noce jako Marzyciel (reż. Marek Kostrzewski)

Teatr Nowy, Poznań
- 1973: A jak królem, a jak katem będziesz jako Piotr (reż. J. Nyczak)
- 1974: Opera za trzy grosze jako mężczyzna (reż. Adam Hanuszkiewicz)
- 1974: Jak wam się podoba jako Orlando (reż. J. Nyczak)
- 1975: Szkoła błaznów jako Licodwyn (reż. Conrad Drzewiecki)
- 1975: Awantura w Chioggi jako Wijuny (reż. I Cywińska)
- 1976: Dzień dobry i do widzenia jako Johnnie Smit (reż. Halina Łabonarska)
- 1976: Letnicy jako Włas (reż. J. Nyczak)
- 1977: Milczenie jako Hauser (reż. I. Cywińska)
- 1978: Czerwony kogut leci wprost do nieba jako Ismet (reż. J. Nyczak)
- 1978: Życie jest snem jako Astronom II, Żołnierz IV (reż. Wojciech Szulczyński)
- 1978: Miłość pod Padwą jako Kulawy (reż. I. Cywińska)
- 1979: Ojczyzna chochołów (reż. W. Komasa)
- 1979: Antygona jako Haimon (reż. W. Szulczyński)
- 1979: Wierne blizny jako Madejski (reż. I. Cywińska)
- 1979: Balladyna jako Strach (reż. Janusz Wiśniewski)
- 1980: Diabeł jako Głos Aloszy (reż. W. Sulczyński)
- 1980: Rewizor jako Iwan Aleksandrowicz Chlestakow (reż. I. Cywińska)
- 1980: Gbury jako Simon (reż. J. Nyczak)
- 1981: Judasz z Kariothu jako Abraham (reż. I. Cywińska)
- 1981: Oskarżony: Czerwiec pięćdziesiąt sześć jako Stanisław Jaworek (reż. I. Cywińska, Janusz Michałowski)
- 1982: Panopticum a`la Madame Tussaud jako Wariat Salomon (reż. J. Wiśniewski)
- 1983: Koniec Europy jako I Żołnierz (reż. J. Wiśniewski)
- 1983: Wizyta starszej pani jako pierwszy mężczyzna (reż. I. Cywińska)
- 1983: Dom otwarty jako Alfons Fikalski (reż. J. Nyczak)
- 1984: Jezioro Bodeńskie jako Pociejak (reż. I. Cywińska)
- 1985: Trzy siostry jako (reż. J. Nyczak)
- 1986: Zorza jako Tramwajarz (reż. I. Cywińska)
- 1987: Modlitwa chorego przed nocą jako ojciec (reż. J. Wiśniewski)
- 1987: Wesele jako Gospodarz (reż. J. Nyczak)
- 1987: Decadance jako Kataryniarz (reż. Jerzy Satanowski, Jan Szurmiej)
- 1988: Cmentarze jako Brzoza (reż. I. Cywińska)

Zespół Janusza Wiśniewskiego, Warszawa
- 1989: Olśnienie (reż. J. Wiśniewski)

Teatr Rozmaitości, Warszawa, gościnnie
- 1991: Ślub jako Pijak (reż. W. Szulczyński)

Teatr Dramatyczny, Warszawa, gościnnie
- 1992: Hamlet jako aktor; Duch (reż. Andrzej Domalik)
- 1994: Historyja o Chwalebnym Zmartwychwstaniu Pańskim jako żołnierz, Mężczyzna, Uczeń (reż. Piotr Cieplak)

Teatr Szwedzka 2/4, Warszawa, gościnnie
- 1993: Woyzeck jako Woyzeck (reż. Wojciech Maryański)
- 1994: Do Damaszku jako Nieznajomy (reż. Marcin Jarnuszkiewicz)

Instytut Teatru Narodowego (Teatr Mały), Warszawa
- 1993: Upiory jako Jakub Engstrand (reż. H. Baranowski)

Teatr Powszechny im. Zygmunta Hübnera, Warszawa
- 1996: Makbet jako Banko (reż. Mariusz Treliński)
- 2000: Inne rozkosze jako Paweł Kohoutek (reż. Rudolf Zioło)

Teatr Studio im. Stanisława Ignacego Witkiewicza, Warszawa, gościnnie
- 1997: Koniec pół świni
- 2005: Filozofia po góralsku (reż. Irena Jun, W. Komasa)

Teatr Jeleniogórski im. Cypriana Kamila Norwida (Scena Dramatyczna), Jelenia Góra, gościnnie
- 2002: Kartoteka jako Bohater (reż. Piotr Łazarkiewicz)

Teatr Polski, Warszawa
- 2003: Lombard pod Apokalipsą Boss (reż. P. Łazarkiewicz)

Videoteatr „Poza”, Warszawa
- 2004: E.T.A. Hoffmann w Płocku jako Hoffmann (reż. Piotr Lachmann)

Teatr Współczesny, Warszawa
- 2005: Mimo wszystko jako Pitou (reż. Waldemar Śmigasiewicz)

Teatr Miejski im. Witolda Gombrowicza, Gdynia
- 2005: Kartoteka jako Bohater (reż. P. Łazarkiewicz)

Teatr Wielki-Opera Narodowa, Warszawa
- 2006: Fedra jako Tezeusz (reż. M. Prus)
- 2008: Herbert przy Bachu płakał

Przedstawienia impresaryjne
- 2006: Yorick (reż. W. Komasa)

Spektakle Teatru Telewizji
- 1972: Eryk XIV jako książę Karol (reż. M. Prus)
- 1973: Płaszcz jako Kandelabrow (reż. Izabella Cywińska)
- 1973: Śmierć Tarełkina jako Stróż Pachanow (reż. I Cywińska)
- 1974: A jak królem, a jak katem będziesz (reż. Janusz Nyczak)
- 1977: Ostatnie dni jako Dołgorukow (reż. Maciej Wojtyszko)
- 1978: Milczenie jako Hauser (reż. I Cywińska)
- 1984: Oni jako Kretowiczka (reż. Krzysztof Rogulski)
- 1987: Słoń jako Swioklin (reż. I Cywińska)
- 1989: Małżeństwo Marii Kowalskiej jako Ponadczasowy (reż. Piotr Cieślak)
- 1991: Leonce i Lena jako Valerio (reż. W. Maryański)
- 1994: Jesiennym wieczorem jako ksiądz (reż. Marcin Jarnuszkiewicz)
- 1995: Podróż Trzech Króli jako ojciec Pięciu Córek (reż. J. Wiśniewski)
- 1995: Ślubna fotografia (reż. P. Cieślak)
- 1995: Upiór jako narrator (reż. Filip Bajon)
- 1996: Strzeż się pamięci jako Alfred Kroll (reż. Magdalena Łazarkiewicz)
- 1997: Do Damaszku jako Nieznajomy (reż. M. Jarnuszkiewicz)
- 1997: Mistrz jako Adam Mickiewicz (reż. Agnieszka Lipiec-Wróblewska)
- 1997: Piękno jako Beznożnik (reż. I Cywińska)
- 1997: Dziady (reż. Jan Englert)
- 1997: Śmierć w Tyflisie jako Malarz (reż. Maciej Dejczer)
- 1998: Tańczyłem jako brat Martin (reż. J. Englert)
- 1998: Cesarski szaleniec jako doktor Robst (reż. Waldemar Krzystek)
- 1998: Świat kolorów jako reżyser (reż. W. Komasa)
- 1998: Duże i małe jako Paul (reż. P. Łazarkiewicz)
- 1998: Książę Chochlik jako król (reż. Roland Rowiński)
- 1998: Walizka jako Olek (reż. Piotr Trzaskalski)
- 1999: Hrabia jako Ferdynand Lechnicki (reż. F. Bajon)
- 2000: Max i Maja jako Ordynator (reż. W. Nowak)
- 2000: Ogień w głowie jako ojciec (reż. P. Łazarkiewicz)
- 2001: Gedeon jako dziadek (reż. Zbigniew Mich)
- 2002: Pasożyty jako Multscher (reż. P. Łazarkiewicz)
- 2002: Zbliżenie jako Piotr (reż. P. Łazarkiewicz)
- 2005: Fotoplastikon (reż. P. Łazarkiewicz)

### Prace reżyserskie
Teatr Nowy, Poznań
- 1979: Ojczyzna chochołów – opracowanie reżyserskie, reżyseria
- 1979: Antygona – asystent reżysera (reż. W. Sulczyński)
- 1985: Trzy siostry – asystent reżysera (reż. J. Nyczak)

PWST, Warszawa
- 1991: Awantura w Chioggi – opracowanie tekstu, reżyseria
- 1995: Kabaret modernistyczny – reżyseria, scenariusz, ruch sceniczny

Teatr Polski, Bydgoszcz
- 1994: O, beri-beri wg Matki – reżyseria, inscenizacja, scenariusz

Teatr im. Wilama Horzycy, Toruń
- 1995: Awantura w Chioggi – reżyseria, ruch sceniczny
- 1999: Piękna Lucynda – reżyseria, opracowanie tekstu
- 2003: Kopciuszek – reżyseria, adaptacja

Teatr Romain Rolland, Paryż
- 1999: O, Beri, Beri – reżyseria, scenariusz

Lubuski Teatr im. Leona Kruczkowskiego, Zielona Góra
- 2000: Piękna Lucynda – reżyseria, adaptacja
- 2001: O, Beri-beri – reżyseria, scenariusz

Teatr Miejski im. Witolda Gombrowicza, Gdynia
- 2001: O, Beri-beri – reżyseria, scenariusz

Teatr Dramatyczny im. Aleksandra Węgierki Białystok, Białystok
- 2002: Kopciuszek – reżyseria, adaptacja

Teatr Polski, Bielsko-Biała
- 2004: Historyja o Chwalebnym Zmartwychwstaniu Pańskim – reżyseria, scenariusz

Akademia Teatralna, Warszawa
- 2004: Przerwana pieśń – reżyseria, opracowanie tekstu
- 2009: Sceny z Różewicza – reżyseria, scenariusz

Teatr Studio im. Stanisława Ignacego Witkiewicza, Warszawa
- 2005: Filozofia po góralsku – reżyseria i scenariusz z Ireną Jun

Przedstawienia impresaryjne
- 2006: Yorick – reżyseria

Spektakle Teatru Telewizji
- 1988: Świat kolorów – reżyseria

## Filmografia
Filmy fabularne
- 1975: Kazimierz Wielki jako ksiądz Dobiegniew
- 1977: Zakręt jako młody inżynier
- 1979: Aria dla atlety jako popełniający samobójstwo towarzysz Cecylii
- 1980: Wizja lokalna 1901
- 1981: Limuzyna Daimler-Benz jako poeta z Cyganerii Felińskiego
- 1983: Thais jako Paweł, mnich z grobowca
- 1987: Na srebrnym globie jako aktor
- 1989: 300 mil do nieba jako komornik
- 1991: Odjazd jako Joachim Baumler, ojciec Hildy
- 1992: Nocne ptaki jako Stanisław, mąż Faustyny
- 1993: Lista Schindlera jako strażnik SS w Płaszowie
- 2008: 0 1 0 jako spiker
- 2010: Lincz jako Zaranek
- 2010: Belcanto jako dyrektor szkoły
- 2011: Sala samobójców jako dyrektor
- 2015: Intruz jako dziadek Johna
- 2017: Twardogłowy jako ojciec

Seriale telewizyjne
- 1995: Odjazd jako Joachim Baumler, ojciec Hild (odc. 1)
- 1995: Sukces... jako poseł Leonard Maniewicz (odc. 4)
- 2003: Na dobre i na złe jako Mateusz, ojciec Dominiki (odc. 165)
- 2005–2008: Egzamin z życia jako Tomasz Oleszuk, ojciec Michała
- 2009: Naznaczony jako brat Andrzej (odc. 13)
- 2009: Ojciec Mateusz jako ojciec Julian, opat klasztoru (odc. 28)
- 2011–2013: Głęboka woda jako Witold (sezon I, odc. 5; sezon II, odc. 5)
- 2011: Komisarz Alex jako profesor Bogusz (odc. 9)
- 2014: Lekarze jako Wojciech (odc. 43)
- 2014: Krew z krwi jako Henryk Rosiak (sezon II)
- 2015–2016: Ranczo jako Marek Karat, legenda Solidarności (sezon IX i X)

Filmy dokumentalne
- 1986: Czy będzie wojna

Role głosowe
- 1986: Król kruków jako narrator
- 2005: Harry Potter i Czara Ognia jako Lord Voldemort
- 2006: Eragon jako król Galbatorix
- 2007: Harry Potter i Zakon Feniksa jako lord Voldemort
- 2010: Harry Potter i Insygnia Śmierci: Część I jako lord Voldemort
- 2011: Harry Potter i Insygnia Śmierci: Część II jako lord Voldemort
- 2012: Hobbit: Niezwykła podróż jako Radagast Bury
- 2013: Hobbit: Pustkowie Smauga jako Radagast Bury

## Nagrody i odznaczenia
- 1972: III nagroda za monodram Moja bajka na VII WROSTJA we Wrocławiu
- 1973: nagroda za rolę Pachamowa w Śmierci Tarełkina na XIII Kaliskich Spotkaniach Teatralnych
- 1973: III nagroda za monodram Odejście Kaina Marianny Bocian na VIII WROSTJA we Wrocławiu
- 1974: Medal Młodej Sztuki
- 1974: I nagroda za monodram Odejście Kaina Marianny Bocian na Przeglądzie Teatru Iinicjatyw
- 1975: I nagroda jury i nagroda publiczności za monodram Kilka małych poprawek wg Andrzeja Pastuszki na X WROSTJA we Wrocławiu
- 1977: Nagroda Ministra Kultury i Sztuki dla młodego twórcy;
- 1978: „Biały Bez”, nagroda w plebiscycie na najpopularniejszego aktora teatrów wielkopolskich
- 1981: Zasłużony Działacz Kultury
- 1983: Brązowy Krzyż Zasługi
- 1986: Nagroda Publiczności im. Herdegena, Nagroda Forum Robotniczego na WROSTJA we Wrocławiu
- 1992: wyróżnienie jury dla pracy pedagogów – za przedstawienie Awantura w Chioggi PWST w Warszawie na X Ogólnopolskim Przeglądzie Spektakli Dyplomowych Szkół Teatralnych w Łodzi
- 2003: nagroda dziennikarzy im. Tadeusza Burzyńskiego za rolę w monodramie Dopokąd idę na XXXVII WROSTJA we Wrocławiu
- 2006: nagroda na Ogólnopolskim Festiwalu Komedii „Talia” za spektakl Filozofia po góralsku w Teatrze Studio w Warszawie (wspólnie z Ireną Jun)
- 2006: Nagroda Przewodniczącego Rady Miejskiej Wrocławia za spektakl Yorick, czyli spowiedź błazna w reżyserii Andrzeja Żurowskiego na 40. Międzynarodowych Wrocławskich Spotkaniach Teatrów Jednego Aktora
- 2011: Krzyż Kawalerski Orderu Odrodzenia Polski[2]
- 2011: Srebrny Medal „Zasłużony Kulturze Gloria Artis”[3]
- 2023: Złoty Medal „Zasłużony Kulturze Gloria Artis”[4]
- 2023: Krzyż Oficerski Orderu Odrodzenia Polski[5]